# Angels Breath
Angel's Breath je jugoslovensko-brazilski eksperimentalni glazbeni sastav kojeg su osnovali frontmen benda EKV Milan Mladenović, Mitar Subotić Suba i Goran Vejvoda. Bend je formiran 1985., a izdao je tek jedan istoimeni album 1994. neposredno prije Mladenovićeve smrti. Materijali su snimani u Brazilu gdje je bend djelovao, a objavljivala ih je beogradska kuća Imago Records. 

## Članovi sastava
- Mitar Subotić Suba - klavijature
- Milan Mladenović - gitara, glas, truba, usna harmonika
- Joao Parahiba - udaraljke
- Fabio Golfetti - gitara
- Taciana Barro - glazbena savjetnica
- Marisa Orth - vokal
- Madelina - vokal

## Angel's Breath (1994.)
Angel's Breath je album istoimenog benda koji je objavljen 1994. Na albumu su sudjelovali Subotić kao producent albuma i klavijaturist te Mladenović kao glavni vokal, gitara, harmonika i truba. Tekst pjesme u cijelosti je napisao Mladenović, osim uvodne pjesme, "Praia Do Ventu Eternu", koju je napisala Taciana Barros, a kao autori glazbe pojavljuju se Mladenović, Subotić, Fabio Golfetti i João Parahyba.

Naslovnicu albuma dizajnirao je poznati strip crtač Zoran Janjetov. Milan Mladenović je tom prilikom izjavio: „Ovaj album predstavlja nastavak mog rada u borbi protiv primitivizma u današnjoj kulturi, koji je uzeo svoj danak ponajviše zbog nemilosrdnih političkih igara moći, uzrokujući sveukupni otklon od duhovnog ". 
Pjesma "Crv" snimljena je u Parizu.

### Popis pjesama
1. Praia Do Ventu Eternu
2. 40 Seconds Of Love
3. Metak
4. Assassino
5. Aplauzi
6. Ogledalo
7. Courage III
8. Čaura
9. Crv
10. Madalena
11. Velvet

## Smrt Mladenovića i Sube
Po povartku u Saveznu republiku Jugoslaviju, Milan Mladenović je s grupom EKV održao nastup u Budvi nakon kojeg mu je pozlilo. Nekoliko mjeseci kasnije umro je od zatajenja organa. Mitar Subotić Suba poginuo je u požaru u svom studiju 1999.

## Reizdanje albuma (2020.)
U kolovozu 2020. Zadužbina Milana Mladenovića (organizacija koja skrbi o ostavštini i djelu Milana Mladenovića i grupe Ekatarina Velika) objavila je reizdanje albuma Angle's Breath na digitalnim platoformama i u fizičkom obliku.